# Hankou (socken i Kina)
Hankou (kinesiska: 寒口, 寒口乡) är en socken i Kina. Den ligger i provinsen Hunan, i den södra delen av landet, omkring 260 kilometer sydost om provinshuvudstaden Changsha. Antalet invånare är 6375. Befolkningen består av 3 039 kvinnor och 3 336 män. Barn under 15 år utgör 15,0 %, vuxna 15-64 år 74 %, och äldre över 65 år 9,0 %.
Genomsnittlig årsnederbörd är 1 953 millimeter. Den regnigaste månaden är augusti, med i genomsnitt 281 mm nederbörd, och den torraste är oktober, med 29 mm nederbörd.